# Famille de Poligny (Dauphiné)
Pour les articles homonymes, voir Poligny.
La famille de Poligny est une ancienne famille noble originaire du gapençais éteinte au XVIIe siècle. 

## Histoire
Les Poligny sont connus dès 1357 et sont divisés en deux branches, l'une fixée dans le Trièves, l'autre à Gap de religion réformée.
En ligne directe, à l'aîné des fils sauf de Pierre I à ses deux premiers fils, et ce jusqu'à extinction de la lignée :
- Roux ou Rodolphe de Poligny (début XIVe siècle)
- François de Poligny
- Lagier ou Léger de Poligny
- Jean I de Poligny
- Jean II de Poligny (? - 1450?)
- Antoine de Poligny ; sa sœur cadette Catherine est dâme de Poligny,
- Pierre I de Poligny

Puis branche aînée :
- Pierre II de Poligny (1520? - ?)
- Jacques I de Poligny (1545 - 1592)
- Pierre III de Poligny (? - 1656)[6], sous tutelle de sa mère de 1592 à sa majorité,
- Jacques II de Poligny (1643 - 1721)
- Joseph de Poligny
- Louis de Poligny (? - 1728).

et branche cadette :
- Guigues de Poligny (1520? - 1585?)
- Elie-Pierre de Poligny
- Etienne de Poligny (? - 1645?)
- Pierre IV de Poligny
- Jacques III de Poligny
- Gaspard de Poligny, qui lègue à sa sœur Angélique

Angélique, dame de Poligny, épouse Charles de Revillasc (? - 1765?), et lègue la seigneurie à son fils Jacques de Revillasc peu avant la Révolution.

## Personnalités
- Jean de Poligny, Abbé de Boscodon en 1415,
- Pierre de Poligny, homme d'arme de la compagnie du duc de Nemours en 1587,
- Jacques de Poligny, Capitaine de Gap célèbre mathématicien de Gap, vivant en 1680, employé par le roi pour tracer par les Alpes une route allant en Italie.

## Titres
- Baron de Vaubonnais,
- Seigneuries de Poligny, Valbonnais, Corps, La Fare, Ambel, etc.
- Coseigneur de Châteauvieux.

## Armes
| Image | Armoiries |
| ----- | --- |
|       | Armes: De gueules à trois chevrons d'argent au chef d'or, chargé d'un renard, alias d'un loup, de gueules - Devise : Vertu et fortune. - La commune de Poligny, dans les Hautes-Alpes, fief de la famille éponyme, porte le même blason. |

## Alliances notables
- Dauphiné : d'Orcière, d'Armand, de Mazet, de Reynard, Martin de Champoléon, de Pontis, du Buysson, de Bardonnenche, d'Abon.